# Глуха кропива гола
Глуха кропива гола (Lamium glaberrimum) — вид рослин з родини глухокропивових, ендемік західного Криму.

## Опис
Багаторічна рослина заввишки 20–30 см, гола, з висхідними стеблами. Стеблові листки довго-черешкові, широкояйцеподібні або ниркоподібні, майже до основи двічі пильчато-розсічені. Кільця 4–6-квіткові. Віночок 3–3.5 см завдовжки, рожевий.
Цвіте та плодоносить з кінця травня по вересень. Розмножується вегетативно й насінням.

## Поширення
Ендемік західного Криму, Україна.
В України вид зростає на кам'янистих осипах, лісових галявинах — у гірському Криму (західні яйли та Чатирдаг), рідко.

## Значення
Декоративне, ґрунтотвірне, протиерозійне.

## Загрози й охорона
Загрозами є: вузька екологічна амплітуда, слабка репродуктивна здатність, низька схожість насіння в природних умовах, а також, можливо, зміна умов зростання через загальне потепління клімату.
Занесений до Червоної книги Україні в статусі «Рідкісний». Росте в Нікітському ботанічному саду.